# Tour de l'Avenir Femmes 2025
Le Tour de l'Avenir Femmes 2025 est la 3e édition du Tour de l'Avenir Femmes, une compétition cycliste sur route ouverte aux coureuses espoirs de moins de 23 ans. La course se déroule du 23 au 29 août 2025.

## Présentation

### Parcours
La dernière journée de course prend la forme de deux demi-étapes montagneuses. La première s'élance de La Rosière et voit l'ascension du col du Petit-Saint-Bernard. La seconde, plus tard dans la journée, est un contre-la-montre de Montvalezan jusqu'à la station de ski.

### Équipes
16 équipes de 6 coureuses sont, cette année, au départ du Tour de l'Avenir Femmes. En plus des 13 équipes nationales traditionnelles, 2 équipes bi-nationales font leur entrée (Luxembourg-Autriche et Tchéquie-Slovaquie), et on retrouve le Centre mondial du cyclisme qui regroupe des cyclistes du monde entier.
| Équipe féminine continentale- Centre mondial du cyclisme Équipes nationales (13)- France espoirs - Canada espoirs - Espagne espoirs - Italie espoirs - Grande-Bretagne espoirs - Pays-Bas espoirs - Mexique espoirs - Allemagne espoirs - Belgique espoirs - Pologne - États-Unis espoirs - Colombie espoirs - Australie espoirs |
| |

## Étapes
| Étape        | Date    | Villes étapes                                    | type                        | Distance (km) | Dénivelé (m) | Vainqueur d'étape | Leader du classement général |
| ------------ | ------- | ------------------------------------------------ | --------------------------- | ------------- | ------------ | ----------------- | ---------------------------- |
| Prologue     | 23 août | Tignes – Tignes                                  | prologue                    | 3,3           | 242 m        |                   |                              |
| 1re étape    | 24 août | Saint-Vulbas – Saint-Galmier                     | étape de plaine             | 134           | 1 451 m      |                   |                              |
| 2e étape     | 25 août | Saint-Symphorien-sur-Coise – Vitry-en-Charollais | étape de plaine             | 136           | 1 880 m      |                   |                              |
| 3e étape     | 26 août | Étang-sur-Arroux – Lugny                         | étape vallonnée             | 81            | 1 075 m      |                   |                              |
| 4e étape     | 27 août | Montagnat – Val Suran                            | étape vallonnée             | 76            | 1 166 m      |                   |                              |
| 5e étape (a) | 29 août | Espace San Bernardo – Espace San Bernardo        | étape de montagne           | 42            | 2 311 m      |                   |                              |
| 5e étape (b) | 29 août | Montvalezan – La Rosière                         | contre-la-montre individuel | 10            | 690 m        |                   |                              |

## Déroulement de la course

### Prologue
| \| Classement de l'étape \| Classement de l'étape \| Classement de l'étape \| Classement de l'étape \| Classement de l'étape \| \| Coureur \| Coureur \| Pays \| Équipe \| Temps \| \| --------------------- \| --------------------- \| --------------------- \| --------------------- \| --------------------- \| |         |      |        |       |
| |         |      |        |       |
| |         |      |        |       |
| Classement de l'étape |         |      |        |       |
| Coureur | Coureur | Pays | Équipe | Temps |

| \| Classement général \| Classement général \| Classement général \| Classement général \| Classement général \| \| Coureur \| Coureur \| Pays \| Équipe \| Temps \| \| ------------------ \| ------------------ \| ------------------ \| ------------------ \| ------------------ \| |         |      |        |       |
| |         |      |        |       |
| |         |      |        |       |
| Classement général |         |      |        |       |
| Coureur | Coureur | Pays | Équipe | Temps |

### 1reétape
| \| Classement de l'étape \| Classement de l'étape \| Classement de l'étape \| Classement de l'étape \| Classement de l'étape \| \| Coureur \| Coureur \| Pays \| Équipe \| Temps \| \| --------------------- \| --------------------- \| --------------------- \| --------------------- \| --------------------- \| |         |      |        |       |
| |         |      |        |       |
| |         |      |        |       |
| Classement de l'étape |         |      |        |       |
| Coureur | Coureur | Pays | Équipe | Temps |

| \| Classement général \| Classement général \| Classement général \| Classement général \| Classement général \| \| Coureur \| Coureur \| Pays \| Équipe \| Temps \| \| ------------------ \| ------------------ \| ------------------ \| ------------------ \| ------------------ \| |         |      |        |       |
| |         |      |        |       |
| |         |      |        |       |
| Classement général |         |      |        |       |
| Coureur | Coureur | Pays | Équipe | Temps |

### 2eétape
| \| Classement de l'étape \| Classement de l'étape \| Classement de l'étape \| Classement de l'étape \| Classement de l'étape \| \| Coureur \| Coureur \| Pays \| Équipe \| Temps \| \| --------------------- \| --------------------- \| --------------------- \| --------------------- \| --------------------- \| |         |      |        |       |
| |         |      |        |       |
| |         |      |        |       |
| Classement de l'étape |         |      |        |       |
| Coureur | Coureur | Pays | Équipe | Temps |

| \| Classement général \| Classement général \| Classement général \| Classement général \| Classement général \| \| Coureur \| Coureur \| Pays \| Équipe \| Temps \| \| ------------------ \| ------------------ \| ------------------ \| ------------------ \| ------------------ \| |         |      |        |       |
| |         |      |        |       |
| |         |      |        |       |
| Classement général |         |      |        |       |
| Coureur | Coureur | Pays | Équipe | Temps |

### 3eétape
| \| Classement de l'étape \| Classement de l'étape \| Classement de l'étape \| Classement de l'étape \| Classement de l'étape \| \| Coureur \| Coureur \| Pays \| Équipe \| Temps \| \| --------------------- \| --------------------- \| --------------------- \| --------------------- \| --------------------- \| |         |      |        |       |
| |         |      |        |       |
| |         |      |        |       |
| Classement de l'étape |         |      |        |       |
| Coureur | Coureur | Pays | Équipe | Temps |

| \| Classement général \| Classement général \| Classement général \| Classement général \| Classement général \| \| Coureur \| Coureur \| Pays \| Équipe \| Temps \| \| ------------------ \| ------------------ \| ------------------ \| ------------------ \| ------------------ \| |         |      |        |       |
| |         |      |        |       |
| |         |      |        |       |
| Classement général |         |      |        |       |
| Coureur | Coureur | Pays | Équipe | Temps |

### 4eétape
| \| Classement de l'étape \| Classement de l'étape \| Classement de l'étape \| Classement de l'étape \| Classement de l'étape \| \| Coureur \| Coureur \| Pays \| Équipe \| Temps \| \| --------------------- \| --------------------- \| --------------------- \| --------------------- \| --------------------- \| |         |      |        |       |
| |         |      |        |       |
| |         |      |        |       |
| Classement de l'étape |         |      |        |       |
| Coureur | Coureur | Pays | Équipe | Temps |

| \| Classement général \| Classement général \| Classement général \| Classement général \| Classement général \| \| Coureur \| Coureur \| Pays \| Équipe \| Temps \| \| ------------------ \| ------------------ \| ------------------ \| ------------------ \| ------------------ \| |         |      |        |       |
| |         |      |        |       |
| |         |      |        |       |
| Classement général |         |      |        |       |
| Coureur | Coureur | Pays | Équipe | Temps |

### 5eétape(a)
| \| Classement de l'étape \| Classement de l'étape \| Classement de l'étape \| Classement de l'étape \| Classement de l'étape \| \| Coureur \| Coureur \| Pays \| Équipe \| Temps \| \| --------------------- \| --------------------- \| --------------------- \| --------------------- \| --------------------- \| |         |      |        |       |
| |         |      |        |       |
| |         |      |        |       |
| Classement de l'étape |         |      |        |       |
| Coureur | Coureur | Pays | Équipe | Temps |

| \| Classement général \| Classement général \| Classement général \| Classement général \| Classement général \| \| Coureur \| Coureur \| Pays \| Équipe \| Temps \| \| ------------------ \| ------------------ \| ------------------ \| ------------------ \| ------------------ \| |         |      |        |       |
| |         |      |        |       |
| |         |      |        |       |
| Classement général |         |      |        |       |
| Coureur | Coureur | Pays | Équipe | Temps |

### 5eétape(b)
| \| Classement de l'étape \| Classement de l'étape \| Classement de l'étape \| Classement de l'étape \| Classement de l'étape \| \| Coureur \| Coureur \| Pays \| Équipe \| Temps \| \| --------------------- \| --------------------- \| --------------------- \| --------------------- \| --------------------- \| |         |      |        |       |
| |         |      |        |       |
| |         |      |        |       |
| Classement de l'étape |         |      |        |       |
| Coureur | Coureur | Pays | Équipe | Temps |

| \| Classement général \| Classement général \| Classement général \| Classement général \| Classement général \| \| Coureur \| Coureur \| Pays \| Équipe \| Temps \| \| ------------------ \| ------------------ \| ------------------ \| ------------------ \| ------------------ \| |         |      |        |       |
| |         |      |        |       |
| |         |      |        |       |
| Classement général |         |      |        |       |
| Coureur | Coureur | Pays | Équipe | Temps |

## Classements finals

### Classement général
| \| Classement général \| Classement général \| Classement général \| Classement général \| Classement général \| \| Coureuse \| Coureuse \| Pays \| Équipe \| Temps \| \| ------------------ \| ------------------ \| ------------------ \| ------------------ \| ------------------ \| |          |      |        |       |
| |          |      |        |       |
| |          |      |        |       |
| Classement général |          |      |        |       |
| Coureuse | Coureuse | Pays | Équipe | Temps |

| Classement par points | Classement par points | Classement par points | Classement par points | Classement par points |
| Coureuse              | Coureuse              | Pays                  | Équipe                | Points                |
| --------------------- | --------------------- | --------------------- | --------------------- | --------------------- |

| Classement par points | Classement par points | Classement par points | Classement par points | Classement par points |
| Coureuse              | Coureuse              | Pays                  | Équipe                | Points                |
| --------------------- | --------------------- | --------------------- | --------------------- | --------------------- |

| Classement de la montagne | Classement de la montagne | Classement de la montagne | Classement de la montagne | Classement de la montagne |
| Coureuse                  | Coureuse                  | Pays                      | Équipe                    | Points                    |
| ------------------------- | ------------------------- | ------------------------- | ------------------------- | ------------------------- |

| Classement de la montagne | Classement de la montagne | Classement de la montagne | Classement de la montagne | Classement de la montagne |
| Coureuse                  | Coureuse                  | Pays                      | Équipe                    | Points                    |
| ------------------------- | ------------------------- | ------------------------- | ------------------------- | ------------------------- |

| Classement du meilleur jeune | Classement du meilleur jeune | Classement du meilleur jeune | Classement du meilleur jeune | Classement du meilleur jeune |
| Coureuse                     | Coureuse                     | Pays                         | Équipe                       | Temps                        |
| ---------------------------- | ---------------------------- | ---------------------------- | ---------------------------- | ---------------------------- |

| Classement du meilleur jeune | Classement du meilleur jeune | Classement du meilleur jeune | Classement du meilleur jeune | Classement du meilleur jeune |
| Coureuse                     | Coureuse                     | Pays                         | Équipe                       | Temps                        |
| ---------------------------- | ---------------------------- | ---------------------------- | ---------------------------- | ---------------------------- |

| Classement par équipes | Classement par équipes | Classement par équipes | Classement par équipes |
| Équipe                 | Équipe                 | Pays                   | Temps                  |
| ---------------------- | ---------------------- | ---------------------- | ---------------------- |

| Classement par équipes | Classement par équipes | Classement par équipes | Classement par équipes |
| Équipe                 | Équipe                 | Pays                   | Temps                  |
| ---------------------- | ---------------------- | ---------------------- | ---------------------- |

## Liste des participantes
| France espoirs FRA | France espoirs FRA | France espoirs FRA |
| ------------------ | ------------------ | ------------------ |
| Num                | Coureuse           | Pos                |
| 1                  | Marion Bunel       |                    |
| 2                  | Julie Bego         |                    |
| 3                  | Célia Gery         |                    |
| 4                  | Clémence Latimier  |                    |
| 5                  | Solène Muller      |                    |
| 6                  | Églantine Rayer    |                    |

| Canada espoirs CAN | Canada espoirs CAN | Canada espoirs CAN |
| ------------------ | ------------------ | ------------------ |
| Num                | Coureuse           | Pos                |
| 11                 | Isabella Holmgren  |                    |
| 12                 | Éloïse Camiré      |                    |
| 13                 | Anabelle Thomas    |                    |
| 14                 | Kiara Lylyk        |                    |
| 15                 | Ava Holmgren       |                    |
| 16                 | Alexandra Volstad  |                    |

| Espagne espoirs ESP | Espagne espoirs ESP | Espagne espoirs ESP |
| ------------------- | ------------------- | ------------------- |
| Num                 | Coureuse            | Pos                 |
| 21                  | Ainara Albert       |                     |
| 22                  | Paula Blasi         |                     |
| 23                  | Laia Puigdefabregas |                     |
| 24                  | Laura Ruiz Pérez    |                     |
| 25                  | Lucia Ruiz Pérez    |                     |
| 26                  | Ayala Serrano       |                     |

| France espoirs FRA | France espoirs FRA | France espoirs FRA |
| ------------------ | ------------------ | ------------------ |
| Num                | Coureuse           | Pos                |
| 1                  | Marion Bunel       |                    |
| 2                  | Julie Bego         |                    |
| 3                  | Célia Gery         |                    |
| 4                  | Clémence Latimier  |                    |
| 5                  | Solène Muller      |                    |
| 6                  | Églantine Rayer    |                    |

| Canada espoirs CAN | Canada espoirs CAN | Canada espoirs CAN |
| ------------------ | ------------------ | ------------------ |
| Num                | Coureuse           | Pos                |
| 11                 | Isabella Holmgren  |                    |
| 12                 | Éloïse Camiré      |                    |
| 13                 | Anabelle Thomas    |                    |
| 14                 | Kiara Lylyk        |                    |
| 15                 | Ava Holmgren       |                    |
| 16                 | Alexandra Volstad  |                    |

| Espagne espoirs ESP | Espagne espoirs ESP | Espagne espoirs ESP |
| ------------------- | ------------------- | ------------------- |
| Num                 | Coureuse            | Pos                 |
| 21                  | Ainara Albert       |                     |
| 22                  | Paula Blasi         |                     |
| 23                  | Laia Puigdefabregas |                     |
| 24                  | Laura Ruiz Pérez    |                     |
| 25                  | Lucia Ruiz Pérez    |                     |
| 26                  | Ayala Serrano       |                     |